# Vlachovo
Vlachovo je obec na Slovensku v okrese Rožňava. Žije zde 764 obyvatel. Vlachovo bylo oceněno jako Obec roku 2005.

## Poloha
Vlachovo leží v jihovýchodní části Slovenského rudohoří v údolí řeky Slaná, v okrese Rožňava, v Košickém samosprávném kraji], na území Gemera. Ze severu sousedí s městem Dobšiná a obcí Vyšná Slaná, a z jihu s obcí Gočovo.
Nejvyššími vrchy v katastrálním území obce jsou Stromíš (1192 metrů) a Babiná (1277 m). Střed obce leží ve výšce 397 m n. m., extravilán má rozlohu 3728 hektarů. Vlachovský potok pramenící pod Stromíšem se vlévá do řeky Slaná.

## Památky

### Evangelickýkostel
Místní kostel je původně jednolodní pozdněgotická stavba z konce 15. století, která byla v té době zasvěcena Panně Marii. Od reformace je kostel evangelický. Rozsáhlá přestavba v roce 1871 odstranila téměř všechny stopy gotického slohu. Obnovován byl také v roce 1904, za finanční podpory hraběte Emmanuela Andrássyho. Oltář v kostele pochází z roku 1880. Ke kostelu patří i renesanční fortifikační zeď ze 17. století.

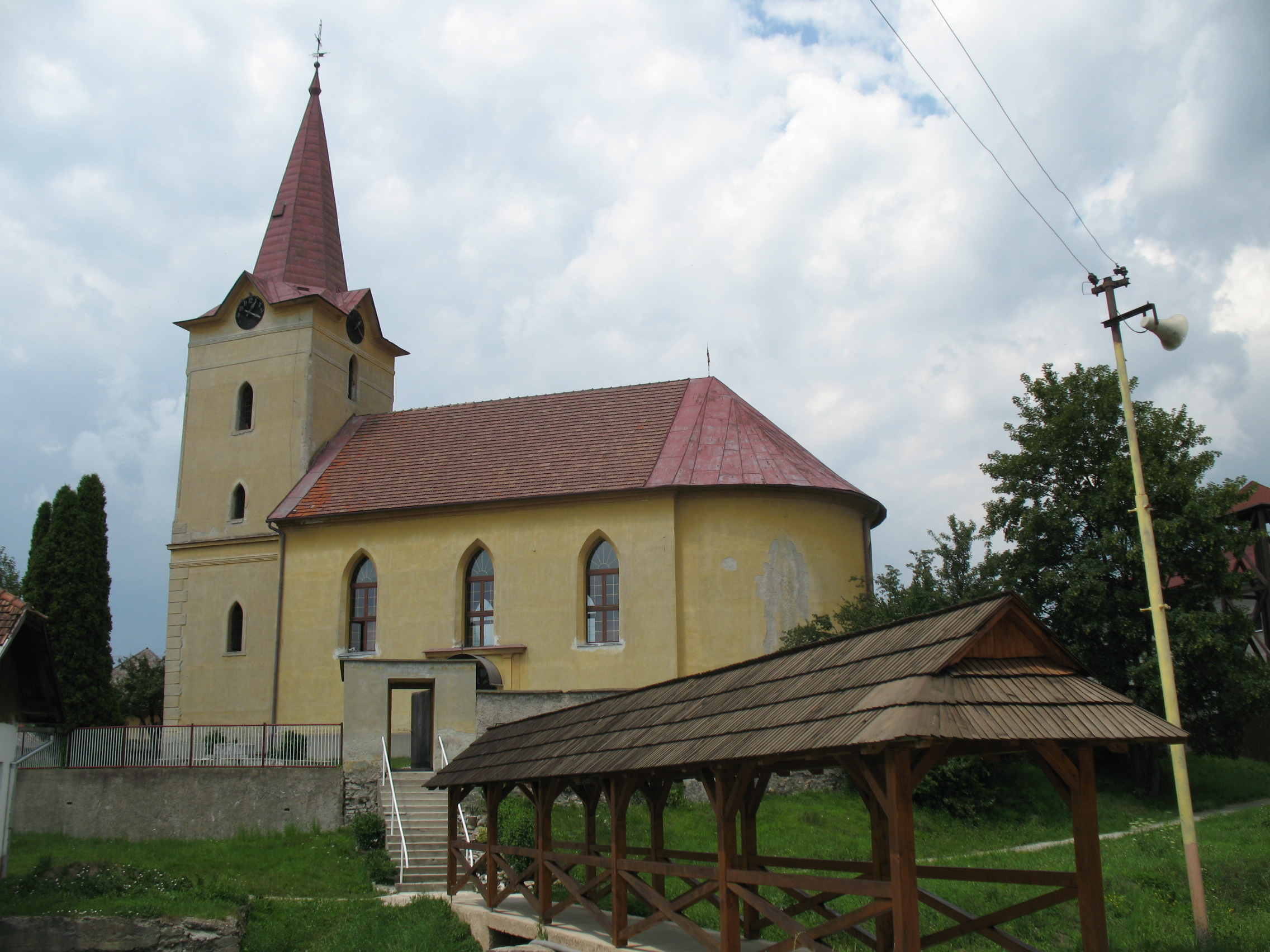
Evanjelický kostel
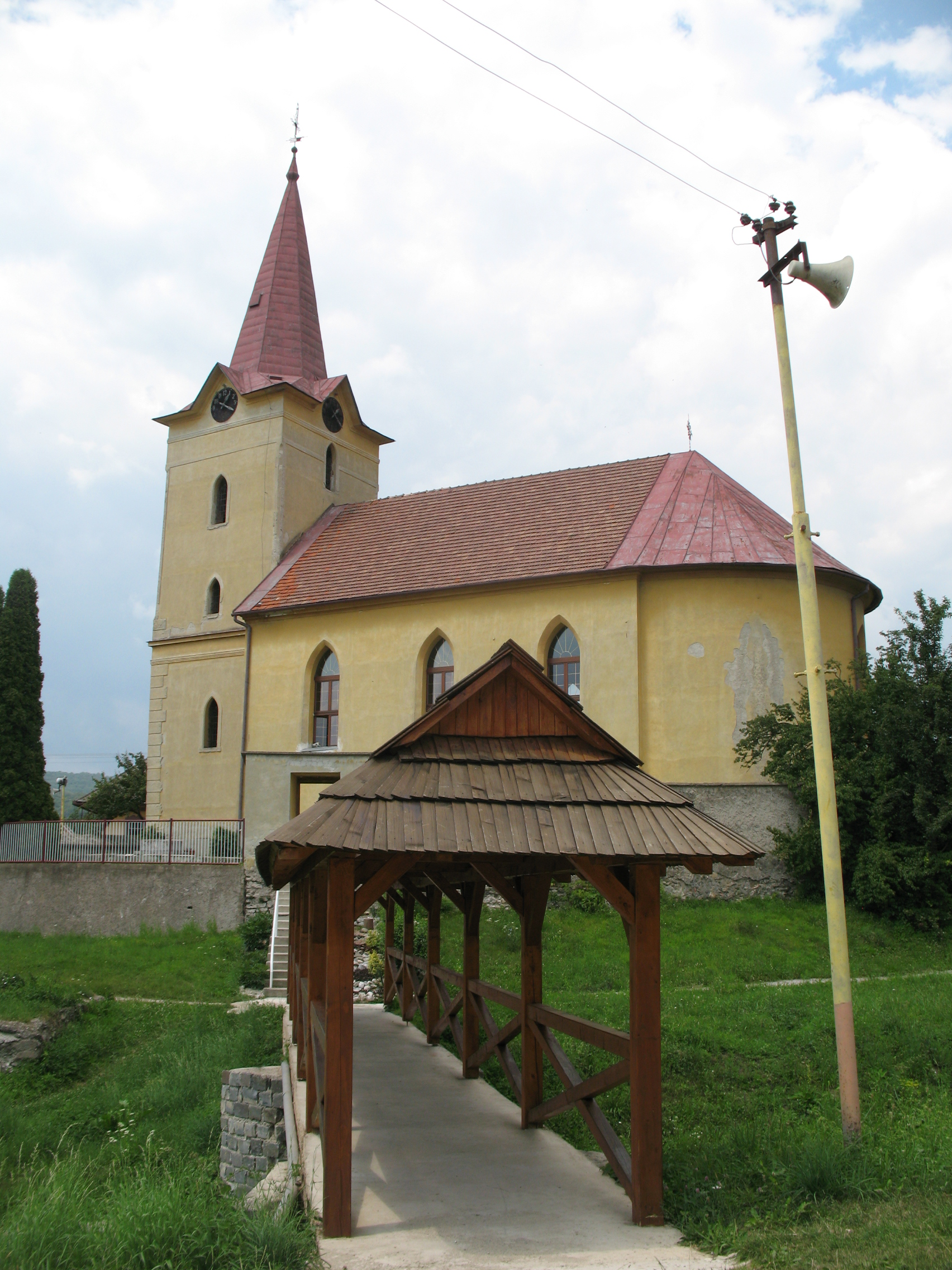
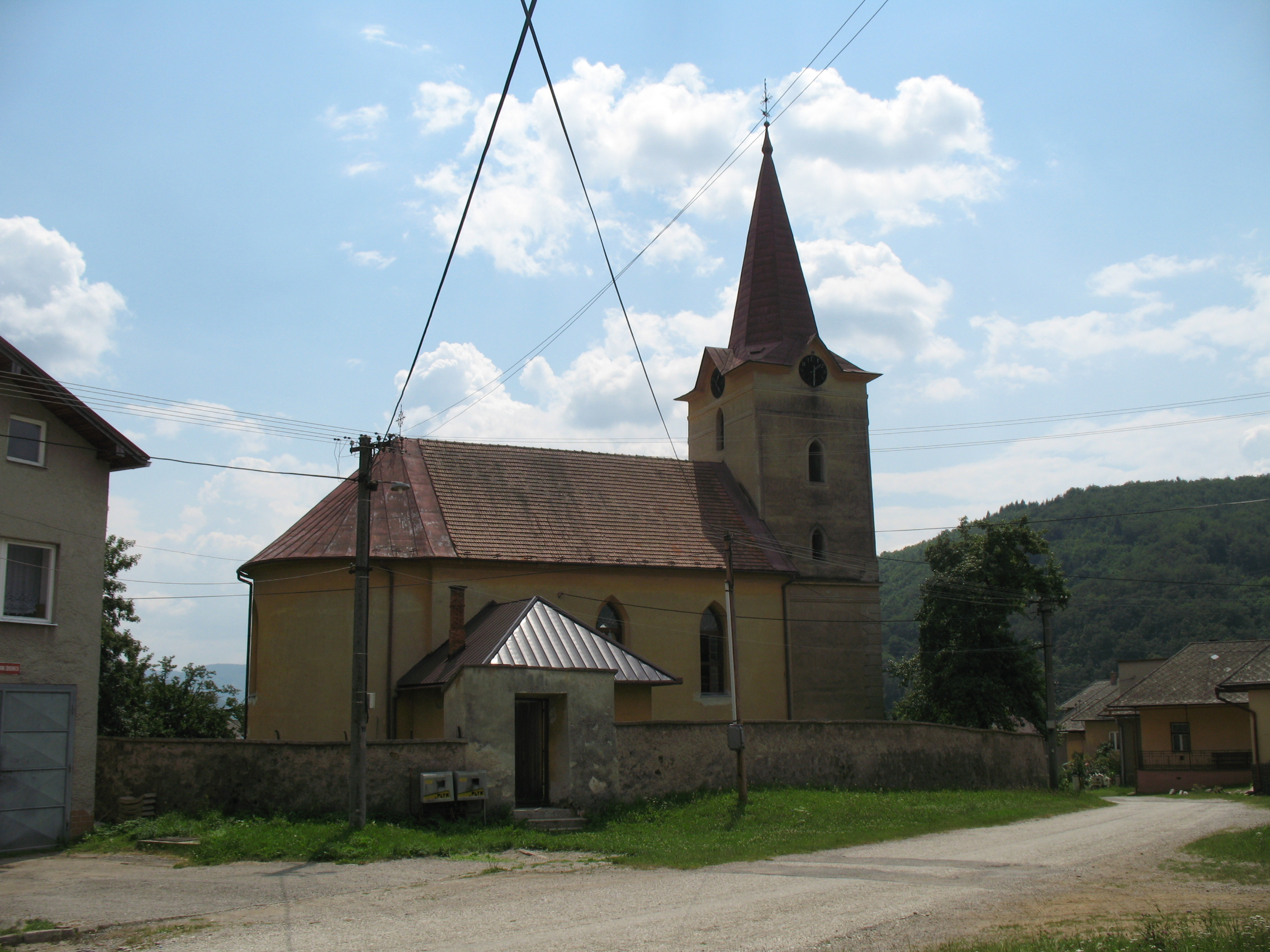

### Ostatní památky
- Vysoká pec Karol, technická památka evropského významu z roku 1843
- Kaštel rodu Andrássy, který byl v roce 1950 zrenovován a dnes po přestavbě v letech 2004 až 2005 slouží jako kulturní dům

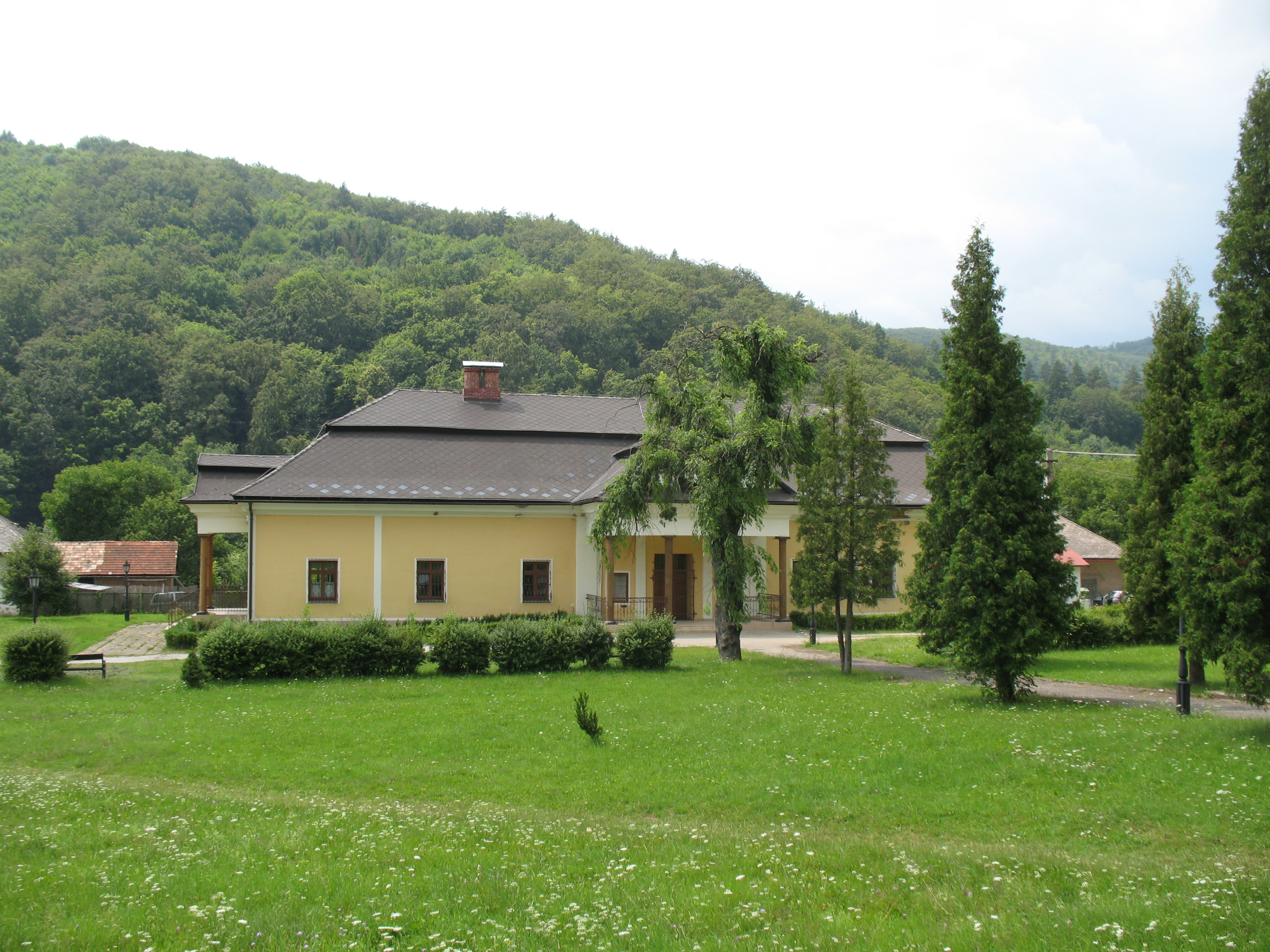
Kaštel Andrássyů

- Památník SNP a protifašistického odboje postavený v roce 1984.

## Osobnosti obce

### Rodáci
- Gyula Andrássy starší (1823–1890), hrabě, uherský předseda vlády (1867–1871) a ministr zahraničních věcí Rakouska-Uherska (1871–1879)

### Působili zde
- Samuel Velebný (1918–1991), evangelický kněz pronásledovaný komunistickým režimem